# The Kid (película de 2000)
The Kid (El chico en España, Mi encuentro conmigo en Hispanoamérica) es una comedia del año 2000 protagonizada por Bruce Willis y Spencer Breslin entre otros y dirigida por Jon Turteltaub.

## Argumento
Russ Duritz (Bruce Willis) es un exitoso asesor de imagen que está por entrar en los 40 años y, aunque lo tiene todo en el aspecto económico, su vida está hecha pedazos y con un enorme vacío que le impide relacionarse adecuadamente con quienes le rodean. Russ es grosero, prepotente y con un sentido del humor que utiliza solamente para dañar a los demás, sin mencionar que la relación que tiene con su padre es prácticamente inexistente.
Un día encuentra en el interior de su casa a un pequeño niño de 8 años de nombre Rusty (Spencer Breslin). Poco a poco Russ va descubriendo que el pequeño es en realidad él mismo cuando tenía esa edad, lo que origina varios episodios de ansiedad en su yo adulto. Rusty es un niño feliz a pesar de su gordura y de ser considerado como un perdedor, imagen que Russ detestó desde siempre y que lo llevó a convertirse en el antipático ser que es en la actualidad, incapaz de establecer una relación seria con Amy (Emily Mortimer), la única persona a la que en realidad ha amado.

## Reparto
- Bruce Willis como Russ Duritz.
- Spencer Breslin como Rusty Duritz.
- Emily Mortimer como Amy.
- Lily Tomlin como Janet.
- Jean Smart como Deidre Lefever, la presentadora de noticias.
- Chi McBride como Kenny, el boxeador cliente de Russ.
- Juanita Moore como la abuela de Kenny.[2]
- Esther Scott como Clarissa, la madre de Kenny.
- Daniel von Bargen como Sam Duritz, padre de Russ.
- Dana Ivey como la psicóloga Suzanne Alexander.
- Susan Dalian como Giselle.
- Stanley Anderson como Bob Riley.
- Deborah May como la gobernadora llorosa, cliente de Russ.
- Vernee Watson Johnson como el cajero del puesto de periódicos.
- Jan Hoag como el turista en el puesto de periódicos.
- Melissa McCarthy como la mesera en el comedor Sky King de 1968.
- Elizabeth Arlen como Gloria Duritz, la madre de Russ.
- Alexandra Barreto como la azafata
- John Apicella como el vendedor de perros calientes.
- Brian McGregor como Vince.
- Reiley McClendon como Mark.
- Brian Tibbets como Herbert.
- Brian McLaughlin como George.
- Matthew Perry (no acreditado), como el jipi cliente de Russ.
- Steve Tom como el abogado Bruce.
- Mark Copage como el abogado Jim.
- Tod McLachlan como el abogado Seamus.
- Scott Mosenson como el invitado al casamiento.
- Brian Fenwick como el ayudante del gobernador.
- Dusan Fager como el otro ayudante del gobernador.
- Toshiya Agata como el cocinero de sushi.
- Joshua Finkel como Josh.
- Lou Beatty, Jr. como el gerente general.
- E. J. Callahan como el director de la escuela.
- Daryl Anderson como el esposo de Janet.
- Larry King como él mismo.
- Jeri Ryan como ella misma.